# Utricularia prehensilis
Utricularia prehensilis — вид рослин із родини пухирникових (Lentibulariaceae).

## Біоморфологічна характеристика
Наземна трава. Ризоїди і столони капілярні, численні. Листки численні, але зазвичай в'януть у стадії цвітіння, супротивні на столонах, від лінійних до вузько ланцетних, до 10 см завдовжки і 3 мм завширшки, 1–7-жилкові. Пастки розкидані на столонах і листках, кулясті, 0.6–1.5 мм завдовжки; верхня губа з 2 простими шилоподібними придатками, нижня губа з одним стиснутим збоку придатком. Суцвіття прямовисне чи сплетене, 3–35 см завдовжки; квіток 1–8. Частки чашечки яйцеподібні, до 5 мм завдовжки у стадії цвітіння й 10 мм при плодах, ± нерівні, верхні зазвичай більші, гострі, тупі або гоструваті, нижні зрізані чи коротко двозубчасті. Віночок жовтий, 8–20 мм завдовжки; верхня губа ± вдвічі довша від верхньої чашечкової частки, від вузько довгастої до широко лопатчастої, верхівка закруглена, усічена або ± виїмчаста; нижня губа ± кругла, верхівка ціла, роздвоєна або нечітко 4-зубчаста; піднебіння помітно підняте, зазвичай помітно поздовжньо 4-ребристе; шпора шилоподібна, гостра, ± довжиною нижньої губи. Коробочка яйцеподібна, до 5 мм завдовжки. Насіння численне, яйцеподібне, 0.6–0.8 мм завдовжки, зазвичай борозенчасте.

## Середовище проживання
Зростає в Африці на південь від Сахари: Південна Африка, Есватіні [Свазіленд], Мадагаскар. пд. Зімбабве, Ефіопія, Центральноафриканська Республіка, ДР Конго [Заїр], Кенія, Танзанія, Ангола, Замбія, Камерун, Мозамбік.
Цей вид зазвичай росте на суші на болотах і болотистих місцевостях; на висотах від 0 до 2100 метрів.

## Використання
Вид культивується невеликою кількістю ентузіастів роду. Торгівля незначна.